# Ács Margit
Ács Margit (Újpest, 1941. június 11. –) Kossuth-díjas magyar író, esszé- és tanulmányíró, műkritikus. A Magyar Művészeti Akadémia tagja (2002).

## Életpályája
Ács Ferenc és Baracsi Margit házasságából született. 1959-ben érettségizett Budapesten. Felsőfokú tanulmányokat az Eötvös Loránd Tudományegyetem Bölcsészettudományi Karának magyar-történelem szakán folytatott, 1964-ben szerezte meg magyar-történelem szakos középiskolai tanári diplomáját. Egyetemi tanulmányait ösztöndíjjal támogatta a Szépirodalmi Könyvkiadó, s egyben lektori feladatokat is kapott, ebben a közegben kezdett megismerkedni a kortárs szépirodalommal. A Szépirodalmi Könyvkiadó (1964-1987), majd a Magvető Könyvkiadó (1987-1992) szerkesztőjeként működött. Emellett kritikákat, tanulmányokat publikált; rendszeresen a Magyar Nemzet kulturális rovatába dolgozott.
Saját szépprózai műveket, novellákat, elbeszéléseket és kisregényeket 1975 óta publikál. Szépirodalmi írásai antológiákban, szépirodalmi folyóiratokban, köztük az Újhold-Évkönyvben és önálló kötetekben jelentek meg. Pszichológiai érzékenységgel ábrázolja a kiszolgáltatottság, az elmagányosodás és a bizalmatlanság légkörét.
1992-től a Kortárs című folyóirat kritikai és tanulmány rovatát szerkesztette. Szépírói munkásságát közel két évtizedre felfüggesztette, ezalatt esszéket, tanulmányokat, irodalomkritikákat írt. Több cikluson át a Magyar Írószövetség elnökségének, 2011-2014 között a Magyar Művészeti Akadémia elnökségének tagja volt. A Magyar Írószövetség elnökségének tagja. Eredeti munkaköréből adódóan is, a kiadóktól való távozása után is számos kötet szerkesztője, jegyzeteinek, bevezető tanulmányainak írója (Kosztolányi Dezső: Pacsirta. 1995, utána több kiadást megért; Hajnóczy Péter: A halál kilovagolt Perzsiából. Kisregények és szociográfia. 2000, etc.)

## Családja
Elvált, Domokos Mátyás volt a férje. Két gyermeküket nevelték fel, Mátyás (1968), Péter (1970).

## Szépprózai műveiből
- Csak víz és levegő (novellák, Szépirodalmi Könyvkiadó, 1977)
- Beavatás (kisregény, Szépirodalmi Könyvkiadó, 1979)
- Kard, korbács, alamizsna (elbeszélések, Szépirodalmi Könyvkiadó, 1983)
- A gyanútlan utazó. Az esély (két kisregény, Magvető, 1988)
- Kontárok ideje (elbeszélések, Helikon, 2011)
- Párbaj (regény, L'Harmattan, Bp., 2016)
- Élet a purgatóriumban; L'Harmattan, Bp., 2021

## Tanulmányköteteiből
- A hely hívása. Esszék, portrévázlatok, kritikák; Antológia, Lakitelek, 2000
- Jeleneink és múltjaink; Felsőmagyarország, Miskolc, 2006 (Vízjel sorozat)
- Érkezés? Indulás? Esszék, kritikák, 2006–2018; L'Harmattan, Bp., 2019

## Szerkesztéseiből
- Hófúvás szagát. Komárom-Esztergom megyei írók és költők antológiája (Tatabánya, 1993)
- Tanulmányok a Szent István-tervhez (Professzorok Batthyány Köre, 2006)
- Irodalom a történelemben – irodalomtörténet : Budapest, 2008. június 9. (A MMA és a Magyar Írószövetség konferenciaanyaga, 2009)
- Lázár Ervin: Napló; szerk., jegyz. Ács Margit; Osiris, Bp., 2016

## Díjak, elismerések[1]
- Művészeti Alap Elsőkötetesek díja (1977)
- Füst Milán-díj (1989)
- József Attila-díj (1991)
- Kölcsey-díj (1999)
- Arany János-jutalom (2000)
- Pro Literatura díj (2001)
- Az Év Könyve-díj (2001)
- Teleki Pál-érdemérem (2006)
- Magyarország Babérkoszorúja díj (2013)
- A Magyar Érdemrend tisztikeresztje (2016)
- Prima díj (2016)
- Kossuth-díj (2020)